# Ängsstamfly
Ängsstamfly (Amphipoea fucosa) är en fjärilsart som beskrevs av Freyer 1830. Ängsstamfly ingår i släktet Amphipoea och familjen nattflyn. Arten är reproducerande i Sverige. Inga underarter finns listade i Catalogue of Life.

## Bildgalleri

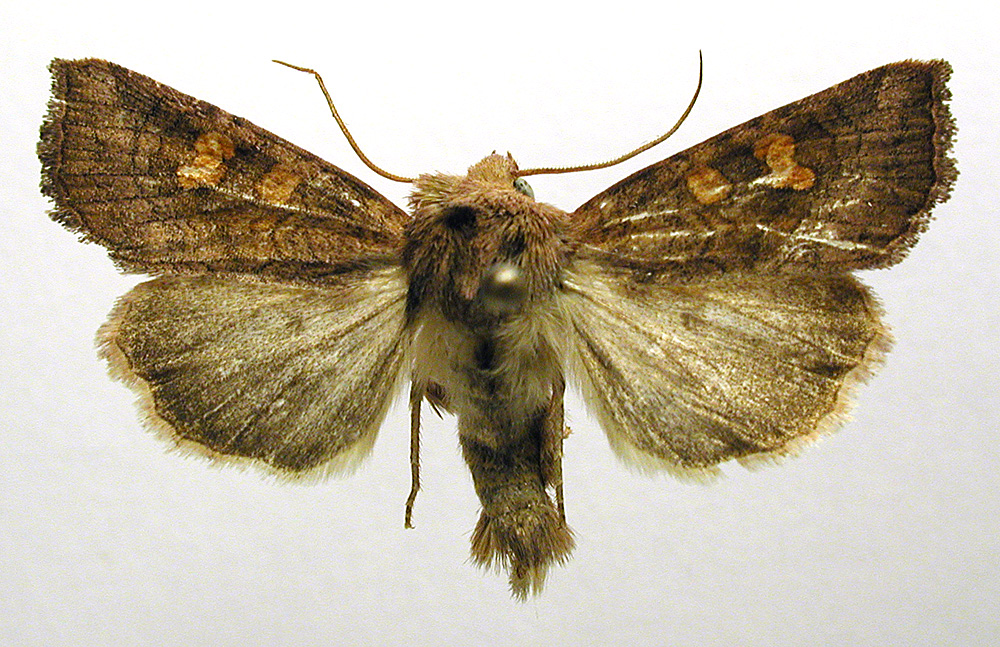